# Fortaleza da Guia (Macau)

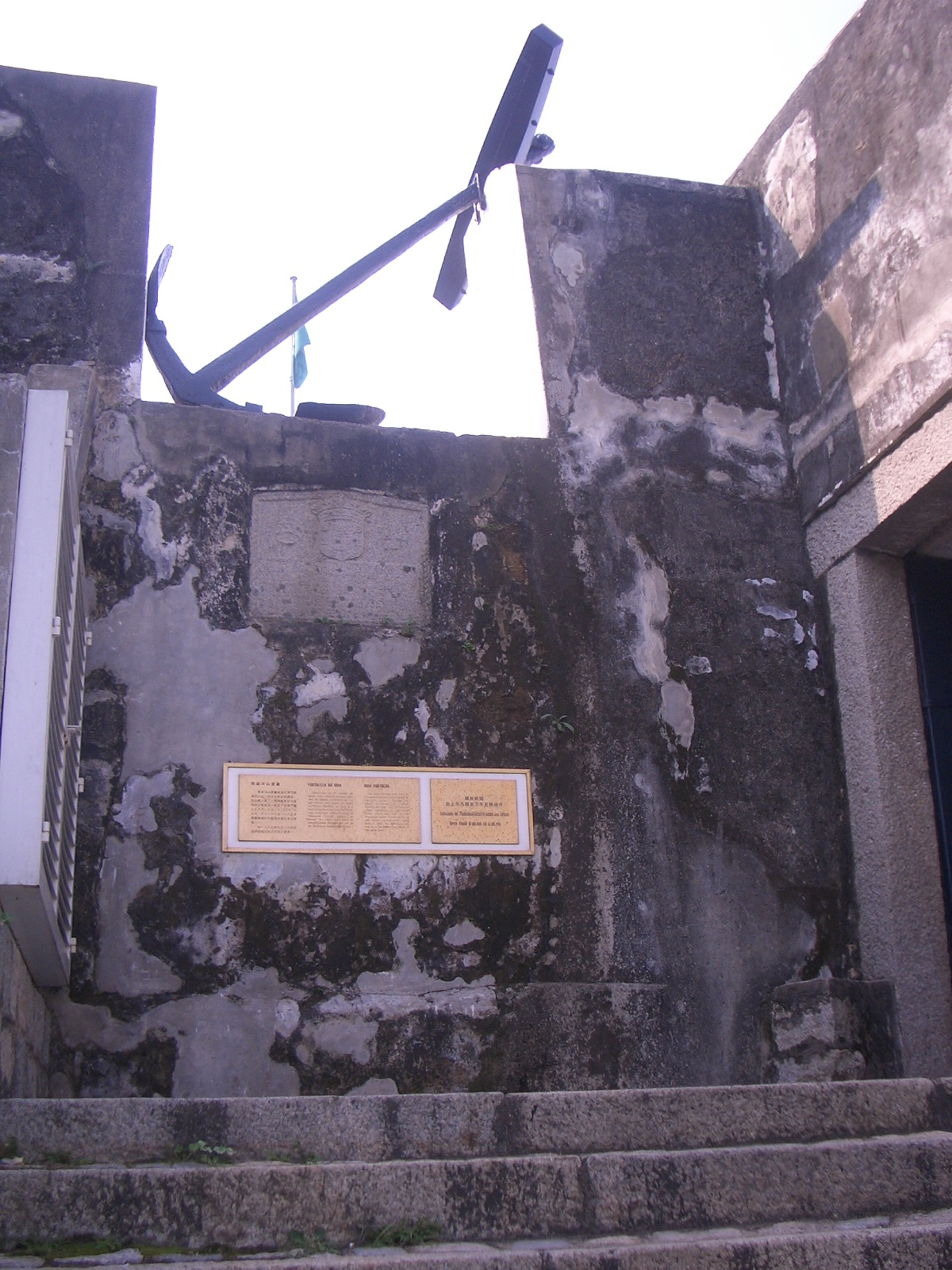
Fortaleza de Nossa Senhora da Guia, Macau: aspecto das muralhas.

A Fortaleza de Nossa Senhora da Guia, popularmente denominada apenas como Fortaleza da Guia, localiza-se na freguesia de São Lázaro, na Região Administrativa Especial de Macau da República Popular da China.
Esta fortaleza é actualmente um monumento histórico e desmilitarizado incluído, juntamente com a Capela de Nossa Senhora da Guia e o Farol da Guia, no Centro Histórico de Macau, por sua vez incluído na Lista do Património Mundial da Humanidade da UNESCO. Em posição dominante sobre a Colina da Guia, elevação mais alta de Macau, o conjunto simboliza o passado marítimo, militar e missionário português de Macau. 

## História
No contexto dos ataques da Companhia Neerlandesa das Índias Orientais a Macau entre 1603 e 1622, esta fortificação foi concluída em 1622, tendo tido parte activa (junto com a Fortaleza do Monte), na defesa da cidade quando da tentativa de invasão Neerlandesa naquele ano. Pouco depois, em 1638, as suas dependências foram ampliadas, visando o aumento da sua capacidade defensiva.
Em Setembro de 1808 foi ocupada, juntamente com a Fortaleza do Monte, por tropas da força expedicionária sob o comando do contra-almirante William O'Brien Drury, comandante-chefe das Forças Navais Britânicas nos mares da Ásia, a pretexto de proteção contra a ameaça francesa. Esse efetivo foi reembarcado no final desse mesmo ano, por força da concentração de cerca de 80.000 homens do exército chinês diante das portas da cidade.
Até à saída da Guarnição Militar Portuguesa de Macau (1975) as suas instalações mantiveram-se como uma área militar, de acesso restrito. Apenas anualmente, no dia 5 de agosto (Dia de Dedicação da Basílica de Santa Maria Maior) e no dia do Culto dos Antepassados (ou também chamada, em chinês, de "Chong Yeong"), é que era permitida a entrada de fiéis na sua Capela, sob a invocação de Nossa Senhora da Guia.
Após 1975, o conjunto da fortaleza, incluindo os túneis subterrâneos, foi aberto ao público e tornou-se uma atracção turística.

## Características
Apresenta planta no formato trapezoidal, a 90 metros acima do nível do mar. Com uma área de 800 metros quadrados, em seu interior encontram-se as dependências de serviço: Quartel de Tropa, Paiol, torre de vigia e cisterna. 
Em seu interior destacam-se a Capela de Nossa Senhora da Guia, erguida por volta de 1622, e o Farol da Guia, o primeiro farol do Extremo Oriente, construído em 1865.
Na fortaleza, perto do Farol e da Capela, existe uma rede de túneis subterrâneos que, à época da Segunda Guerra Mundial, tinham a função de proteger a guarnição dos ataques aéreos. Serviam também de instalações militares com os seus próprios geradores de energia eléctrica, salas de descanso e depósitos de combustíveis e de mantimentos. O túnel mais comprido tem 456 metros e o mais curto apenas 47. 
Na fortaleza, próximo do Farol, existe um poste onde é içado o aviso de aproximação de tufões. Antigamente, os avisos da aproximação das tempestades eram feitos pelo toque do sino da torre da capela.

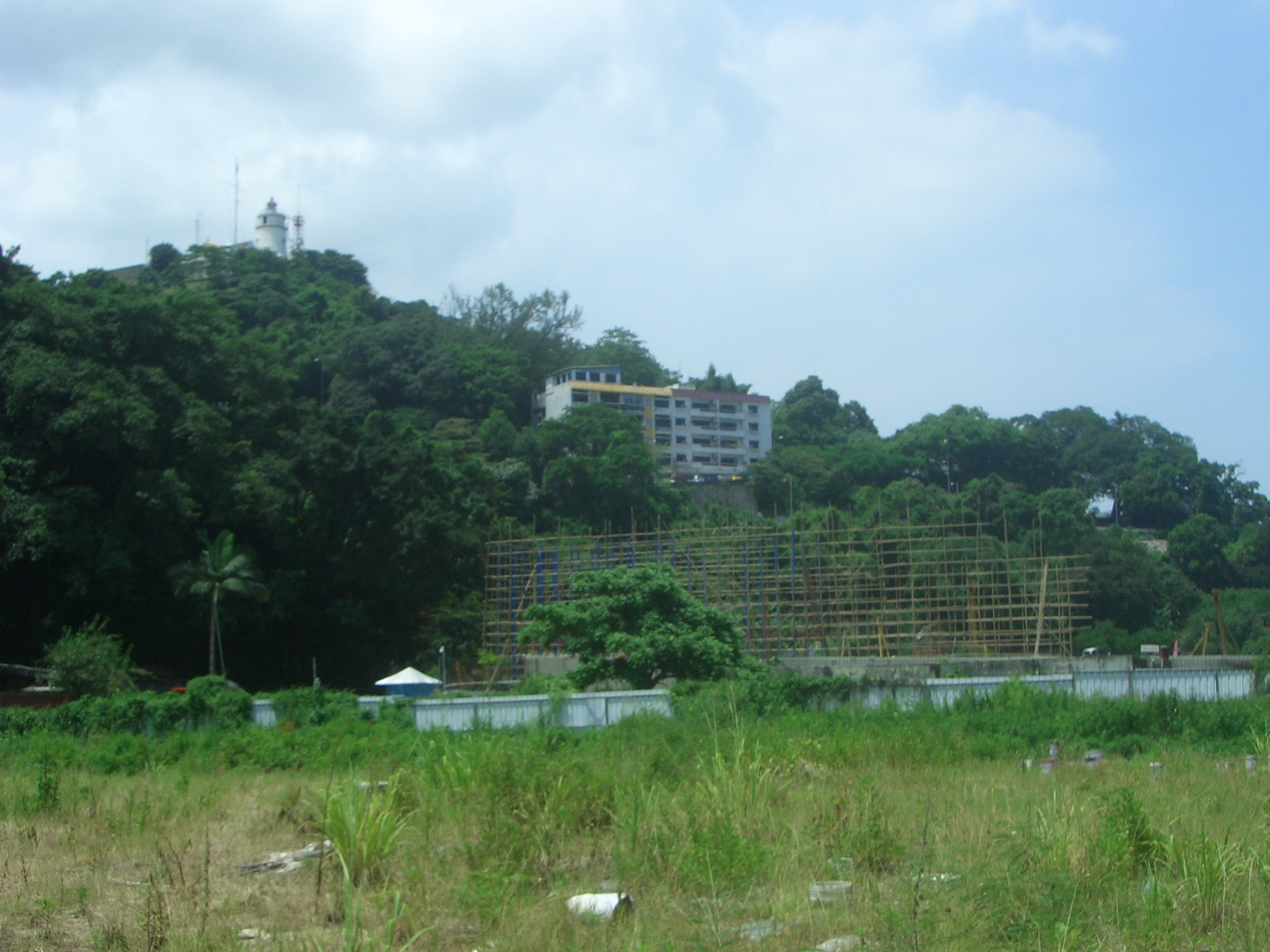
Colina da Guia
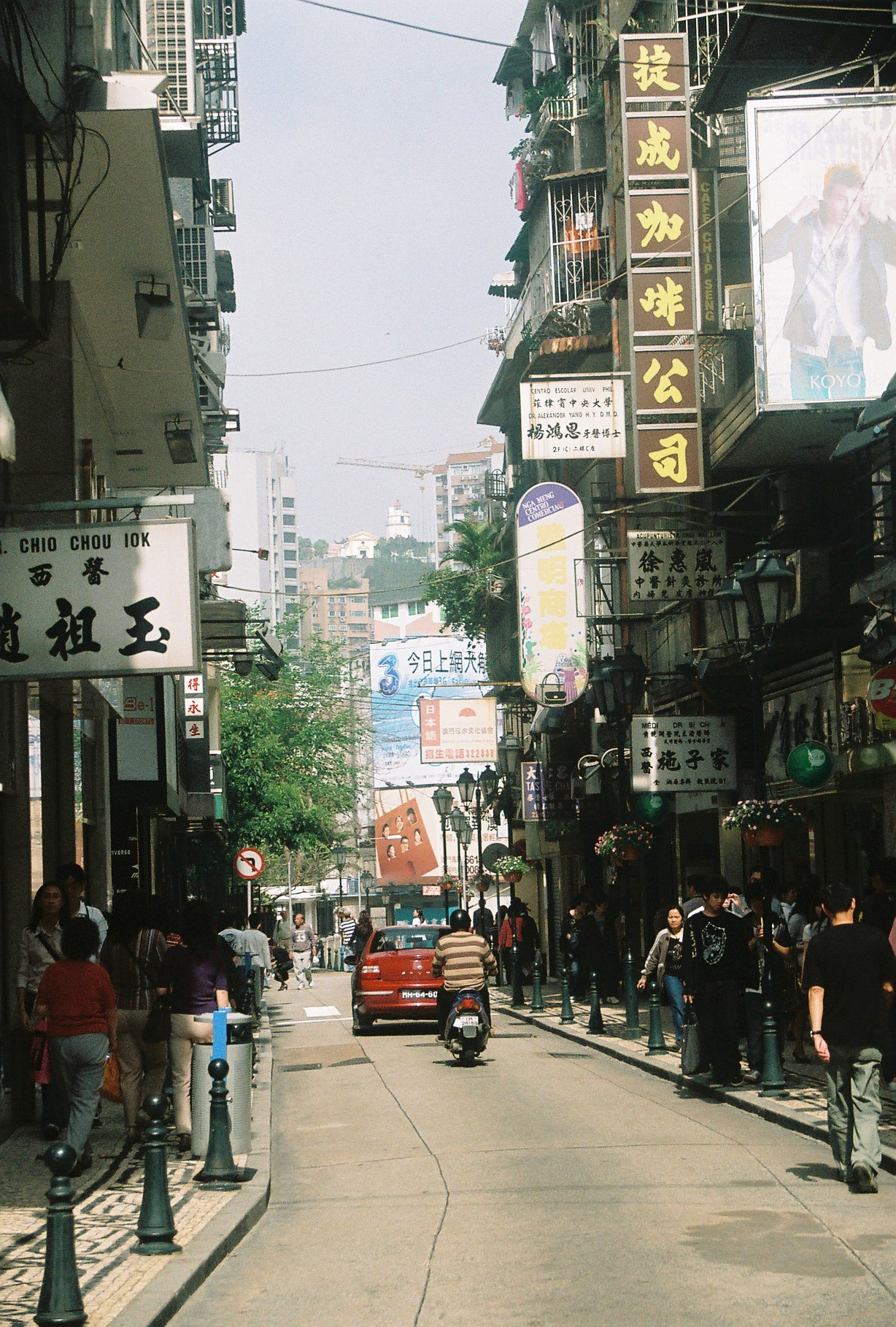
Farol visto da cidade
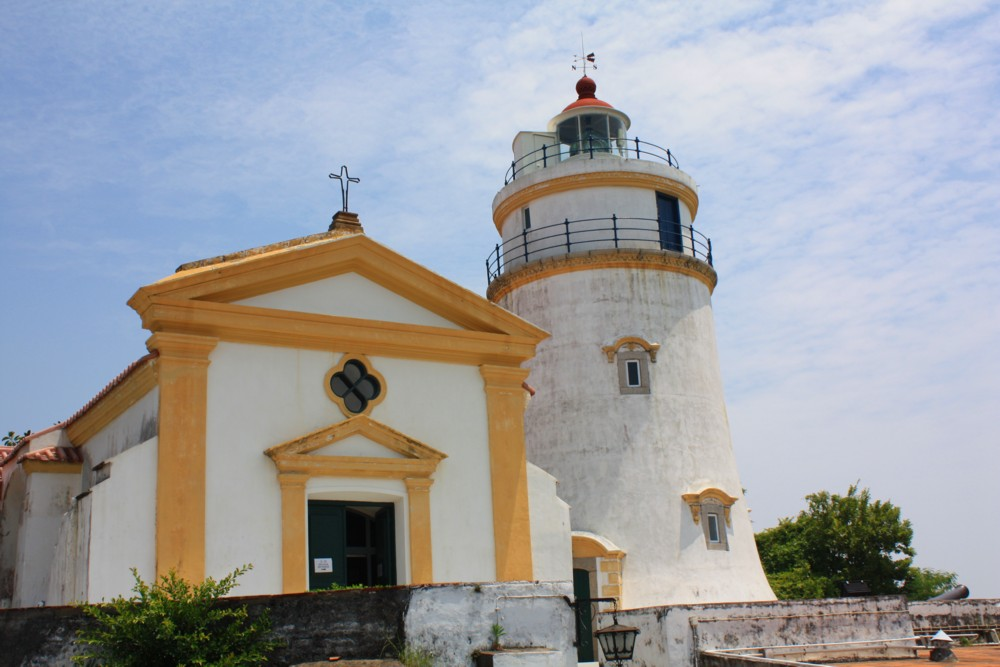
Capela e Farol da Guia
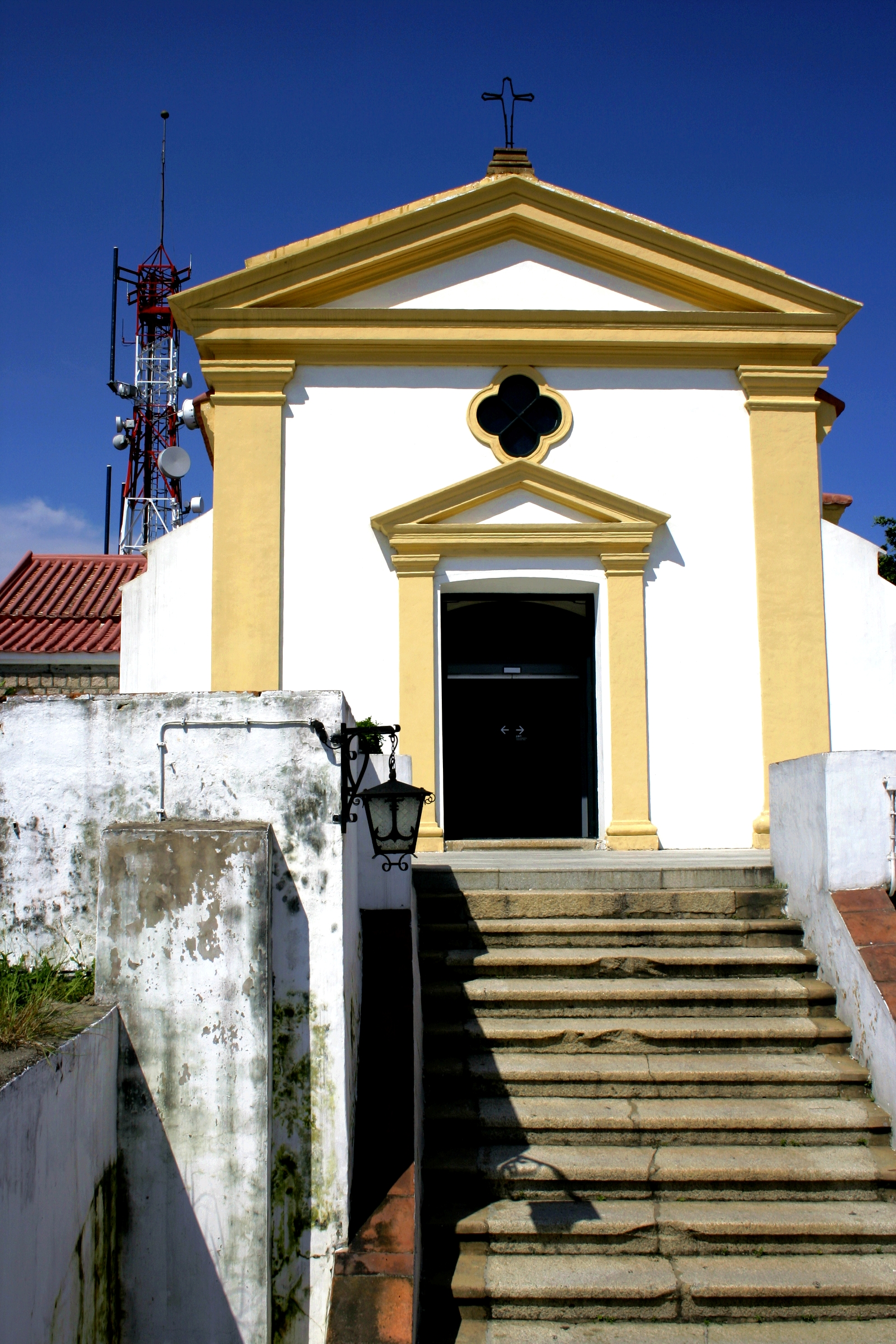
Capela da Guia